# Komericher Mühle
Die Komericher Mühle ist eine historische Mühle im Aachener Ortsteil Brand, die seit ihrer ersten Erwähnung im 16. Jahrhundert von mehreren Besitzern in unterschiedlichen Funktionen genutzt wurde. Sie ist eine von ehemals 21 Mühlen im Naturschutzgebiet Indetal und befindet sich am Komericher Weg Nr. 42/44. Sie besteht derzeit aus der alten um 1800 erbauten Hofanlage Komerich und einem Gebäudekomplex zum Betrieb der Mühle aus der Zeit zwischen 1885 und 1926, die allesamt als Industriedenkmal unter Denkmalschutz stehen.

## Geschichte
Im späten 16. Jahrhundert existierte am heutigen Standort der Komericher Mühle unter dem damaligen Namen Kaldenberger bzw. Kaltenberger Mühle eine alte Pachtmühle der Reichsabtei Kornelimünster, die zur Kupferverarbeitung genutzt wurde. Um 1770 wurde die Mühlenanlage zu einer Spinn- und Walkmühle umgebaut und um die Jahrhundertwende herum wurde in unmittelbarer Nachbarschaft der Gutshof Komerich errichtet. Nach der Säkularisation der Abtei übernahm ab etwa 1802 der Tuchkaufmann Andreas Barschon den aus zwei Mühlen und einem Wirtschaftsgebäude bestehenden Komplex und führte ihn weiter als Walkmühle. Nur wenige Jahre später übertrug er diese dem Tuchkaufmann Ernst Conrad Claus (1774–1838), der die Mühle nach seinem Tod dem Tuchfabrikanten Arnold Deden (1769–1851) überließ, der seinerseits in der Aachener Pontstraße bereits eine Rauh-, Scher- und Spinnfabrik betrieb. Dessen gleichnamiger Sohn (1810–1875) erbte die Anlage, die er 1860 zu einer Streichgarnspinnerei umbauen und mit einer Werkshalle als Spinnsaal ausstatten ließ. Fünf Jahre später übernahmen die Tuchfabrikanten Nicola Dechamps (1842–1911) und Gustav Drouven (1848–1920) den Komplex als Filiale ihrer Aachener Zentrale „Dechamps & Drouven“ und statteten ihn 1885 mit einer Dampfmaschine mit Dampfkesselanlage aus. 
Bereits im Jahr 1893 erwarb der aus Raeren stammende Spinnmeister Peter Jacob Kutsch zunächst die dortigen Maschinen und kaufte vier Jahre später die gesamte Fabrikanlage einschließlich des benachbarten Hofs auf und firmierte fortan als „P. J. Kutsch Streichgarn-Spinnerei“ auf der Komericher Mühle. Im Jahr 1901 erlitt das Unternehmen einen herben Rückschlag, nachdem vermutlich durch Brandstiftung die Fabrikhalle völlig ausgebrannt war. Innerhalb von nur drei Monaten ließ Kutsch diese wieder aufbauen und 1906 eine neue Dampfmaschine mit 100 PS aufstellen. Seine Söhne, die den Betrieb nach dem Tod des Vaters geerbt hatten, ersetzten 1926 die alten Wasserräder durch eine Wasserturbine mit 40 PS, ließen die technischen Anlage fortlaufend modernisieren und statteten sie noch 1948 mit zwei Elektromotoren für die Krempelmaschinen und Selfaktoren aus. Obwohl 1952 noch fast 50 Beschäftigte in der Fabrik arbeiteten, blieb auch dieses Unternehmen nicht vom allgemeinen Niedergang der Aachener Tuchindustrie verschont und musste 1960 die Produktion einstellen sowie fünf Jahre später den Komplex an die Stadt Aachen verkaufen.
2001 wurde der Komplex aufwändig durch einen Investor saniert, der dort unter anderem einen Fachbetrieb für ökologisches Bauen und einen Landschaftspflegedienst mit Sitz auf dem ehemaligen Gutshof unterhielt, der für die Pflege der umliegenden Biotopflächen zuständig ist. Darüber hinaus übernahm im Jahre 2003 der neu gegründete „Verein zur Pflege der Aachener Textilindustrie-Geschichte e. V.“ die alte Sheddachhalle und rüstete diese zu einem Ausstellungsraum um, in dem er ab 2006 mit Hilfe der NRW-Stiftung und der Sparkasse Aachen als „Textilmuseum Aachen“ historische Maschinen sowie die Geschichte der Tuchindustrie in Aachen anhand von zahlreichen Exponaten und Tafeln ausstellte. Nachdem der mittlerweile zu „Tuchwerk-Aachen e. V.“ umbenannte Verein seinen Bestand ständig erweitern konnte, wurde die Sheddachhalle zu klein und er verlagerte ab 2012 seine Aktivitäten, auch der verbesserten Verkehrsanbindung wegen, in die alte Tuchfabrik Stockheider Mühle in der Soers.

## Anlage

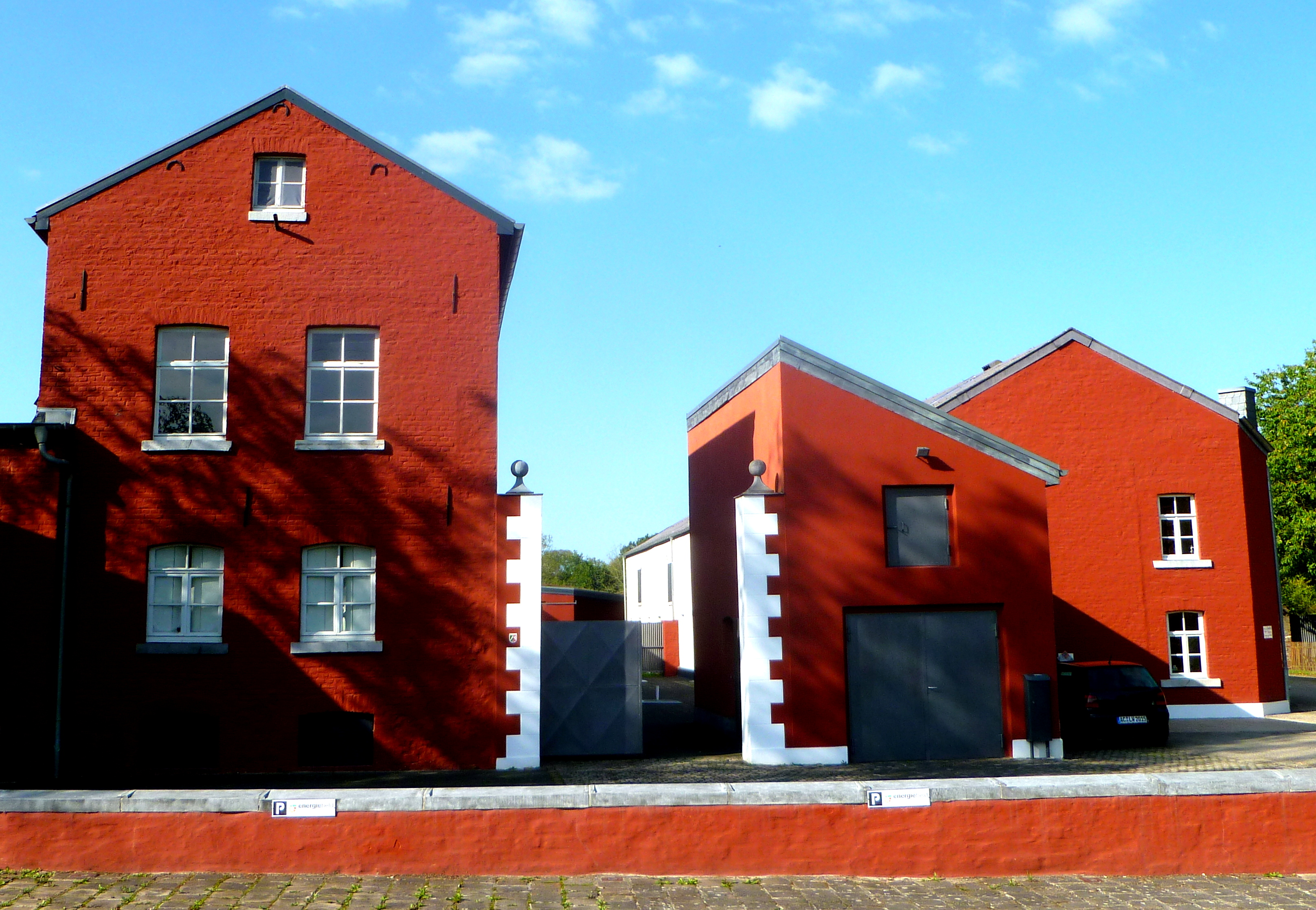
Blick in den Innenhof

Der heutige in einem kräftigen Rotbraun getünchte Gebäudebestand ging mehrheitlich aus den Neubaumaßnahmen nach dem großen Brand im Jahr 1901 hervor, wobei gut erhaltene Vorgängerbestände mit integriert wurden. Das älteste und vom Brand weitestgehend verschont gebliebene Gebäude ist die landwirtschaftlich genutzte Hofanlage, die um 1800 parallel zur Werkshalle und späteren Sheddachhalle erbaut wurde. Hierbei handelt es sich um einen Backsteinbau mit Satteldach, dessen vorderer zweigeschossiger Bereich zu Wohnzwecken diente und an dem sich im hinteren Bereich eine Viehhalle anschloss. Der Wohntrakt ist mit stichbogenartigen Holzsprossenfenstern auf Sohlbänken aus Naturstein versehen und sowohl bei der Gestaltung der Haustüre als auch mehrerer Innentüren wurden gut erhaltene historische Stilelemente verwendet. Die Backsteinhalle ist mit schweren Gewölbekonstruktionen ausgestattet und im unteren Bereich mit kleinen Stallfenstern versehen. Im Rahmen der Gebäudeerneuerungen nach dem Brand, wurden der Hofanlage an seiner Nordseite im Jahr 1902 ein eingeschossiger Flügelbau mit Pultdach vorgesetzt, der über das Werkstor mit dem Bürogebäude der Mühle verbunden ist.
Das Werkstor ist mit einem zweiflügeligen Stahltor ausgestattet und wird eingerahmt von zwei mit Kugeln bekrönten Mauerwerkspfeilern, in deren Putz Scheinfugen für eine Eckquaderung in Zahnschnittfolge eingearbeitet sind. Das sich ostwärts anschließende Bürogebäude ist wiederum ein zweigeschossiger Backsteinbau mit Satteldach, der zur Torseite zwei und zur Hofseite drei Achsen mit Stichbogenfenstern auf Natursteinsohlbänken aufweist. Mittig zur Hofseite befindet sich die Eingangstür, die über eine dreistufige Freitreppe erreicht wird.  
Unmittelbar an dem Bürogebäude schließt sich südwärts die schmale Radkammer an, in der eines der beiden fünf Meter hohen Wasserräder aufgehängt war, welches 1926 durch die heute noch erhaltene Turbine ausgetauscht wurde. Neben der Radkammer schließt sich eine Bruchsteinhalle mit einem Flachdach und aufsitzenden Belichtungshauben an, die zuletzt als Wolferei genutzt wurde. Das Dach wird im Inneren gestützt durch zwei gusseiserne Säulen, an denen die Konsolen zur Auflagerung der Transmissionswellen erhalten geblieben sind.
Parallel zur Radkammer schließt sich die neue dreischiffige Sheddachhalle aus dem Jahre 1901 an, die die frühere Werkshalle ersetzte und als Spinnsaal diente. Dieser in den 1830er-Jahren in England entwickelte Gebäudetyp wurde erst ab 1880 in den Aachener Textilfabriken verwendet. Die Außenwände der Komericher Sheddachhalle sind in massiver Ziegelbauweise errichtet und mit hufeisenförmigen Eisenankern verstärkt. Auch hier wurden im Inneren gusseiserne Stützen verwendet, an deren Konsolen die quer durch die Halle verlaufenden Transmissionswellen verliefen. Unter der Sheddachhalle verlief ein von der Inde gespeister Untergraben, dessen Wasser das zweite Mühlenrad antrieb.
Der Radkammer nördlich angebaut ist der schmale Dampfmaschinenraum, der in seiner Substanz auf die Installation der ersten Dampfmaschine im Jahre 1885 zurückgeht, aber 1901 erneuert wurde. Er besitzt ein Flachdach mit zwei mittig integrierten Belichtungsraupen. In der südlichen Traufwand befindet sich heute noch der Auflagestein für das im Durchmesser 5 Meter große Schwungrad.
Ein Jahr vor der Erneuerung wurde im Jahr 1900 parallel zum Maschinenraum ein neues Kesselhaus für den Zweiflammrohrkessel errichtet, das den Brand unbeschadet überstanden hat. Dabei handelt es sich um eine mit einem Satteldach gedeckte Backsteinhalle, in dessen Giebel ein großes korbbogiges Tor eingebaut wurde. Das Kesselhaus wird geprägt durch den ursprünglich 20 Meter hohen Kamin, der später zunächst auf 16 Meter verkürzt und nach 2011 aus statischen Gründen komplett abgebaut wurde. Der runde Kaminschaft stand auf einem quadratischen Sockel und war im Übergangsbereich von Schaft zum Sockel mit Formziegeln verziert.
Darüber hinaus ist ein Großteil der wasserführenden und wasserregulierenden Anlagen zum Antrieb der Mühlenräder erhalten geblieben, die zwar nicht mehr aktiv nutzbar sind aber dennoch ganzheitlich zum Denkmalkomplex gehören. Die Zuführung des Wassers wurde durch einen mehr als 400 Meter langen und 1,50 bis 2 Meter breiten Obergraben gewährleistet, der von der Inde gespeist wird. An deren Eintrittstelle wurde das Wasser durch ein gemauertes Wehr auf 4,30 Meter Höhe gestaut und mit Hilfe eines verschließbaren Schützes der Zulauf geregelt. Der Obergraben selbst mündet vor dem Mühlengebäude in einen mit Naturstein eingefassten Stauteich, der an seiner Austrittsstelle ebenfalls ein Schütz vorweist und durch den das Wasser zur Turbine geleitet wurde. Anschließend floss es über einen Untergraben wieder in die Inde zurück. Zudem wurde über eine weitere Überlaufrinne aus dem Teich Wasser mittels eines Untergrabens durch die Sheddachhalle geleitet, wo es das dortige zweite Mühlenrad antrieb, bevor es ebenfalls in die Inde abgeleitet wurde.
Insgesamt besticht die Komericher Mühle als Musterbeispiel für eine im baulichen Bereich weitestgehend erhaltene Spinnereianlage der Jahrhundertwende im ländlichen Bereich sowie durch die in großer Zahl erhaltenen Elemente für die Antriebssysteme.